# یوژف کوواچ (بازیکن فوتبال)
یوژف کوواچ (مجاری: József Kovács؛ زادهٔ ۸ آوریل ۱۹۴۹) بازیکن فوتبال اهل مجارستان بود.
از باشگاه‌هایی که در آن بازی کرده‌است می‌توان به باشگاه فوتبال اوی‌پشت و باشگاه فوتبال مول فهروار اشاره کرد.
وی به‌همراه تیم ملی فوتبال مجارستان در بازی‌های المپیک تابستانی ۱۹۷۲ شرکت کرده‌است.